# Loch ma Stac
Loch ma Stac är en sjö i Storbritannien.   Den ligger i kommunen Highland och riksdelen Skottland, i den norra delen av landet, 700 km nordväst om huvudstaden London. Loch ma Stac ligger 492 meter över havet.  I omgivningarna runt Loch ma Stac växer i huvudsak blandskog.